# 46e Match des étoiles de la Ligue nationale de hockey
Match précédent Match suivant
Le 46e Match des étoiles de la Ligue nationale de hockey fut tenu le 20 janvier 1996 dans le domicile des Bruins de Boston, le Fleet Center. L'équipe représentant la Conférence de l'est l'emporta par la marque de 5 à 4 aux dépens de la Conférence de l'Ouest. L'étoile de la rencontre fut Raymond Bourque des Bruins qui marqua le but décisif avec 37,3 secondes à disputer à la rencontre.

## Effectif

### Conférence de l'Est
- Entraîneur-chef : Doug MacLean ; Panthers de la Floride.
- Capitaine d'honneur : Bobby Orr.

Gardiens de buts
- 30 Martin Brodeur ; Devils du New Jersey.
- 34 John Vanbiesbrouck ; Panthers de la Floride.
- 39 Dominik Hašek ; Sabres de Buffalo.

Défenseurs :
- 02 Brian Leetch ; Rangers de New York.
- 04 Scott Stevens ; Devils du New Jersey.
- 37 Éric Desjardins ; Flyers de Philadelphie.
- 44 Roman Hamrlík ; Lightning de Tampa Bay.
- 72 Mathieu Schneider ; Islanders de New York.
- 77 Raymond Bourque ; Bruins de Boston.  Capitaine

Attaquants :
- 07 Pierre Turgeon, C ; Canadiens de Montréal.
- 08 Cam Neely, AD ; Bruins de Boston.
- 10 Ron Francis, C ; Penguins de Pittsburgh.
- 11 Mark Messier, C ; Rangers de New York.
- 12 Peter Bondra, AD ; Capitals de Washington.
- 14 Craig MacTavish, C ; Flyers de Philadelphie.
- 15 Daniel Alfredsson, AD ; Sénateurs d'Ottawa.
- 16 Pat Verbeek, AD ; Rangers de New York.
- 20 John LeClair, AG ; Flyers de Philadelphie.
- 27 Scott Mellanby, AD ; Panthers de la Floride.
- 66 Mario Lemieux, C ; Penguins de Pittsburgh.
- 68 Jaromír Jágr, AD ; Penguins de Pittsburgh.
- 88 Eric Lindros, C ; Flyers de Philadelphie.
- 94 Brendan Shanahan, AG ; Whalers de Hartford.

### Conférence de l'Ouest
- Entraîneur-chef : Scotty Bowman ; Red Wings de Détroit.
- Capitaine d'honneur : Glenn Hall.
- 29 Félix Potvin ; Maple Leafs de Toronto.
- 30 Ed Belfour ; Blackhawks de Chicago.
- 31 Chris Osgood ; Red Wings de Détroit.

Défenseurs :
- 02 Al MacInnis ; Blues de Saint-Louis.
- 04 Kevin Hatcher ; Stars de Dallas.
- 05 Nicklas Lidström ; Red Wings de Détroit.
- 07 Chris Chelios ; Blackhawks de Chicago.
- 55 Larry Murphy ; Maple Leafs de Toronto.
- 77 Paul Coffey ; Red Wings de Détroit.

Attaquants
- 08 Teemu Selänne, AD ; Jets de Winnipeg.
- 09 Paul Kariya, AG ; Mighty Ducks d'Anaheim.
- 11 Owen Nolan, AD ; Sharks de San José.
- 13 Mats Sundin, C ; Maple Leafs de Toronto.
- 14 Theoren Fleury, AD ; Flames de Calgary.
- 16 Brett Hull, AD ; Blues de Saint-Louis.
- 18 Denis Savard, C ; Blackhawks de Chicago.
- 19 Joe Sakic, C ; Avalanche du Colorado.
- 21 Peter Forsberg, C ; Avalanche du Colorado.
- 22 Mike Gartner, AD ; Maple Leafs de Toronto.
- 39 Doug Weight, C ; Oilers d'Edmonton.
- 89 Aleksandr Moguilny, AD ; Canucks de Vancouver.
- 91 Sergueï Fiodorov, C ; Red Wings de Détroit.
- 99 Wayne Gretzky, C ; Kings de Los Angeles.  Capitaine

## Feuille de match
| No                                   | Score            | Équipe           | Buteur (Passeur(s))           | Temps            |                  |
| Première période                     | Première période | Première période | Première période              | Première période | Première période |
| ------------------------------------ | ---------------- | ---------------- | ----------------------------- | ---------------- | ---------------- |
| 1                                    | 1-0              | Est              | Lindros (Leetch - LeClair)    | 11:05            |                  |
| 2                                    | 2-0              | Est              | Verbeek (Lemieux - Schneider) | 13:49            |                  |
| Pénalité : Ouest trop de joueur 4:35 |                  |                  |                               |                  |                  |
| Deuxième période                     |                  |                  |                               |                  |                  |
| 3                                    | 3-0              | Est              | Jágr (Lemieux - Francis)      | 2:07             |                  |
| 4                                    | 3-1              | Ouest            | Hull (Kariya - Coffey)        | 5:33             |                  |
| 5                                    | 4-1              | Est              | Shanahan (Turgeon - Neely)    | 8:51             |                  |
| 6                                    | 4-2              | Ouest            | Coffey (Fiodorov - Moguilny)  | 11:42            |                  |
| 7                                    | 4-3              | Ouest            | Kariya (Sundin)               | 17:47            |                  |
| Pénalité : Est trop de joueur 15:14  |                  |                  |                               |                  |                  |
| Troisième période                    |                  |                  |                               |                  |                  |
| 8                                    | 4-4              | Ouest            | Selänne                       | 16:31            |                  |
| 9                                    | 5-4              | Est              | Bourque (Verbeek - Meesier)   | 19:22            |                  |
| Pénalité : Aucune                    |                  |                  |                               |                  |                  |

Gardiens :
- Conférence de l'Est : Brodeur (1re période), Vanbiesbrouck (2e période), Hašek (3e période).
- Reste du monde : Belfour (1re période), Osgood (2e période), Potvin (3e période).

Tirs au but :
- Est (41) 18 - 15 - 08
- Ouest (32) 12 - 07 - 13

Arbitres : Mark Faucette
Juges de ligne : Ron Asselstine, Brad Lazarowich